# Maison de Dinefwr
Pour les articles homonymes, voir Dinefwr.
La maison de Dinefwr est un terme utilisé dans l'historiographie et la généalogie moderne pour désigner la lignée princière galloise issue d'un fils de Rhodri le Grand;  Cadell ap Rhodri, roi de Seisyllwg qui règne de 872 à 909.

## Histoire
À la mort de Rhodri Mawr, le royaume de Gwynedd passe à son fils aîné Anarawd ap Rhodri. Son second fils Cadell ap Rhodri, cherche à s'établir au-delà des frontières traditionnelles du Gwynedd et prend possession du royaume de Dyfed du haut Moyen Âge dans lequel il établit au IXe siècle sa capitale dans le château de Dinefwr
Les descendants de Cadell ap Rhodri sont désignés sous le nom de Maison de Dinefwr du nom de château fort d'où ils règnent sur le Dyfed. La dynastie de Dinefwr sous le roi Hywel Dda unit le Dyfed et le Seisyllwg pour former le royaume de Deheubarth au début du Xe siècle sur lequel elle règne sur jusqu'à sa conquête par les Anglo-Normands au XIIIe siècle. Celle lignée entre en compétition avec la maison d'Aberffraw pour la suprématie sur le Pays de Galles entre le Xe siècle et le XIe siècle et au XIIe siècle alors que plusieurs d'entre eux règnent aussi sur le Powys. Une lignée du Dinefwr s'établit elle-même dans le royaume de Powys au milieu du XIe siècle sous le nom de Maison de Mathrafal d'après le château situé à Mathrafal (en).

## Arbre généalogique
- Cadell ap Rhodri (mort en 909)
  - Hywel Dda (mort en 950)
    - Owain (mort en 988)
      - Einion (tué en 984)
        - Edwin
          - Hywel (tué en 1044)
          - Maredudd
          - Owain
            - Maredudd (tué en 1072)
            - Rhys (tué en 1078)

        - Cadell
          - Tewdwr
            - Rhys (tué en 1093)
              - Gruffydd (tué en 1137)
                - Anarawd (tué en 1143)
                  - Einion (en) (tué en 1163)

                - Cadell (mort en 1175)
                - Maredudd (mort en 1155)
                - Rhys (mort en 1197)
                  - Gruffydd (mort en 1201)
                    - Rhys Ieuanc (de) (mort en 1222)
                    - Owain (de) (mort en 1236)
                      - Maredudd (de) (mort en 1265)
                        - Owain (mort en 1275)
                          - Owain Glyndŵr est son arrière-arrière-petit-fils

                        - Gruffydd (de) (mort vers 1319)
                        - Cynan (de) (mort en 1297)
                        - Efa

                  - Maredudd Ddall (mort en 1239)
                  - Cynwrig (mort en 1237)
                  - Rhys Gryg (mort en 1234)
                    - Rhys Mechyll (mort en 1244)
                      - Rhys Fychan (de) (mort en 1271)
                        - Rhys Wyndod (de) (mort en 1302)
                        - Gruffudd
                        - Llywelyn
                        - Hywel

                    - Hywel
                    - Maredudd (mort en 1271)
                      - Rhys (mort en 1292)
                        - Rhys (mort après 1320)

                  - Maredudd (mort en 1201)
                  - Morgan (mort en 1251)
                  - Maelgwn (mort en 1230)
                  - Hywel Sais (mort en 1204)
                    - Cynan

                  - Maredudd (mort en 1227)
                    - Gruffydd (mort en 1242)

## Sources
- (en) Kari Maund, The Welsh Kings: Warriors, warlords and princes, Mill Brimscombe Port Stroud, The History Press, 2006 (ISBN 9780752429731), p. 165,174,178,195,207,223,226,130,163,221,223,229
- (en) Timothy Venning, The Kings & Queens of Wales, Mill Brimscombe Port Stroud, Amberley Publishing,, 2013 (ISBN 9781445615776), p. 77, 142